# Copa Centenario Revolución de Mayo
Copa Centenario Revolución de Mayo – międzynarodowy turniej piłkarski, rozgrywany od 29 maja do 12 czerwca 1910 r. w Argentynie. Oprócz gospodarzy w turnieju udział brały reprezentacje Urugwaju i Chile. Argentyńczycy wygrali zawody.
Zawody zorganizowano dla uczczenia setnej rocznicy rewolucji majowej, którą Argentyńczycy uważają za początek swojej niepodległości. Był to pierwszy piłkarski turniej w Ameryce Południowej, w którym uczestniczyły więcej niż dwa zespoły. Mimo to turniej nie jest traktowany jako pierwsza edycja Copa América i nie jest uznawany za taką przez CONMEBOL; pierwszą edycję Copa América rozegrano w 1916 roku.
Turniej rozgrywano systemem ligowym, na trzech stadionach (Cancha de Gimnasia y Esgrima, Cancha de Belgrano i Colegiales) położonych w Buenos Aires. Mieściły one od 8 do 10 tys. widzów.

## Turniej
| 29 maja 1910 | Urugwaj · Piendibene 6' · Bracchi 75' · Buck 85' | 3-0(1-0) | Chile | Colegiales, Buenos Aires · Widzów: 6 000 · Sędzia: Jose Susan, ( Argentyna) |
|              |                                                  |          |       |                                                                             |

| 5 czerwca 1910 | Argentyna · Viale 16' · Hayes 26' 40' · Weiss 66' · Susan 82' | 5-1(3-0) | Chile · Campbell 50' | Gimnasia y Esgrima de La Plata, Buenos Aires · Widzów: 2 500 · Sędzia: Leon Peyrou, ( Urugwaj) |
|                |                                                               |          |                      |                                                                                                |

| 12 czerwca 1910 | Argentyna · Viale 15' · Hayes 43' · Hutton 56' · Susan 62' | 4-1(2-0) | Urugwaj · Piendibene 58' | Cancha de Belgrano, Buenos Aires · Widzów: 8 000 · Sędzia: Armando Bergalli, ( Argentyna) |
|                 |                                                            |          |                          |                                                                                           |

## Końcowa tabela
| Poz | Reprezentacja | Mecze | Zw | Rem | Por | Pkt | Br+ | Br- |
| --- | ------------- | ----- | -- | --- | --- | --- | --- | --- |
| 1   | Argentyna     | 2     | 2  | 0   | 0   | 4   | 9   | 2   |
| 2   | Urugwaj       | 2     | 1  | 0   | 1   | 2   | 4   | 4   |
| 3   | Chile         | 2     | 0  | 0   | 2   | 0   | 1   | 8   |

- Za zwycięstwo przyznawano dwa punkty

## Strzelcy
- 3 gole
  -  Juan Enrique Hayes

- 2 gole
  -  Maximiliano Susan, Jose Viale
  -  Jose Piendibene

- 1 gol
  -  Arnoldo Pencliffe Hutton, Gottlob Eduardo Weiss
  -  Colin Campbell
  -  Jose Bracchi, Robert Sidney Buck

## Sędziowie
- 1 mecz
  -  Armando Bergalli, Jose Susan
  -  Leon Peyrou